# Oldrique da Boémia
Oldrique da Boémia ou Oldřich da Boémia (ca. 975 — Praga 11 de novembro de 1034) foi um duque Boémia que governou entre 1012 e 1033 e por um período muito curto em 1034. 
Governou num intervalo entre dois reinados, ambos de seus irmãos, um de Jaromir da Boémia, e o outro de Bretislau I da Boémia, que o sucedeu.
Oldrique depôs Jaromir da Boémia em 12 de abril de 1012 e reconheceu a suserania do Sacro Imperador Romano. Segundo a lenda, Oldrique casou com uma mulher conhecida como Bozena, filha de Křesina, descartando a sua primeira esposa, alegando que ela não lhe dava filhos.
Oldrique e seu filho Bretislau I da Boémia procurou reconquistar Morávia os polacos em 1029, tendo-os expulsado das suas terras orientais. Os esforços de Bretislaus na Eslováquia contra a Hungria fracassaram em 1030, devido ao ciúme do Conrado II, Sacro Imperador Romano-Germânico.

## Relações familiares
foi filho de Boleslau II da Boêmia e de Ema de Mělník (c. 950 - 1005). Casou com Bozena, filha de Kresina, de quem teve:
1. Bretislau I da Boémia entre 1002 e 1005 - 10 de janeiro de 1055) foi um duque Boémia, governou entre 1035 e 1055. Casou com Judite de Schweinfurt (c. 1000 - 1058), filha de Henrique de Schweinfurt (970 - 18 de setembro de 1017).[3] e de Gerberga de Henneberg (968 - 1036).